# 埃德加·华莱士
理查德·霍雷肖·埃德加·华莱士（英語：Richard Horatio Edgar Wallace，1875年4月1日—1932年2月10日）是一位英国作家，出生于伦敦。
华莱士出身贫困，是一个私生子，12岁时辍学。他于21岁参军，曾在第二次布尔战争期间担任路透社和《每日邮报》的战地记者。因受债务所困，他从南非回到伦敦，靠写惊悚小说维持生计，出版了《四义士》等众多作品。利用他在刚果担任记者期间报道比利时暴行的经历，华莱士还在《温莎杂志》等杂志上连载短篇小说，后来出版了《桑德斯河》(Sanders of the River, 1911年) 等短篇小说集。他于1921年与著名出版社霍德与斯托顿签约，成为了一名在国际上受到认可的作家。
在1931年英国大选竞选布莱克浦的自由党议员失败后，华莱士搬到了好莱坞。在那里他担任雷电华电影公司编剧。在电影《金刚》（1933年）起草阶段，他因糖尿病而突然去世。
华莱士是一位多产的作家，他的一位出版商曾声称当时英国四分之一的书都是由他所写。除了新闻报道外，他还创作了电影剧本、诗歌、非虚构历史小说、18部舞台剧、957部短篇小说和170多部长篇小说。有超过160部电影是基于华莱士的作品创作的。
除了代表作品《金刚》外，他还因为里德先生侦探小说系列与《绿箭侠》系列而被铭记为一名“殖民想象”（colonial imagination）的作家。他作品各版本的总销售量超过5000万册，1997年《经济学人》将称他为“20世纪最多产的惊悚作家之一”。